# Schönbrunner Hütte
Die Schönbrunner Hütte ist eine Selbstversorger-Mittelgebirgshütte der Sektion Ettlingen des Deutschen Alpenvereins im Nordschwarzwald. Sie zählt zur Hüttenkategorie MH und liegt in der Gemeinde Bühl im Landkreis Rastatt, in Baden-Württemberg im Nationalpark Schwarzwald auf 720 m ü. NHN.

## Geschichte
Das 1925 von der Sektion Karlsruhe des Deutschen und Österreichischen Alpenvereins (DuOeAV) erbaute Haus wurde 1959 erweitert, 1976 an die Sektion Mannheim des DAV verkauft und in den Jahren danach sanft modernisiert. Seit August 2015 gehört es der Sektion Ettlingen des DAV, die es weiterhin als rustikale Berghütte betreibt.
Bei der Schönbrunner Hütte handelt es sich um eine ganzjährig nutzbare Selbstversorger-Hütte. Die Hütte liegt auf 720 m Höhe in zentraler Lage im Nationalpark Schwarzwald in Nähe der Schwarzwaldhochstraße. Dadurch ist sie Ausgangspunkt für vielfältige Wanderungen, Mountainbiketouren und zum Klettern. Im Winter bestehen Möglichkeiten für Skilanglauf und Schneeschuhtouren. Benachbarte Klettermöglichkeiten bestehen am Falkenfelsen, Wiedenfelsen und dem Eichhaldenfirst am Karlsruher Grat.